# 當蘭士路
當蘭士路（英語：Donlands Avenue）是加拿大安大略省多倫多的一條道路。1915年2月22日，里斯利街部分路段更名為當蘭士路，因兩路段已斷開連接。當蘭士路南起丹佛路，北迄利世橋下。在橋的另一側，道路向北延續為妙活道（Millwood Road）。